# Godina Oluje
Godina Oluje, dokumentarni serijal Jacka Barića iz 2015. godine u četiri nastavka. Cjelovito prikazuje sve o vojno-redarstvenoj operaciji Oluja, ali i svemu što joj je prethodilo na diplomatskome, političkome i vojnome planu. Ovo je prvi put da iza HRT-ove dokumentarne serije ne stoji Dokumentarni program, nego Informativni medijski servis HRT-a. U seriji je sedamdesetak sugovornika, neposrednih i posrednih sudionika događaja s hrvatske, američke, bosanskohercegovačke i srpske strane. Sadrži mnoge neprikazane arhivske snimke uz dio bogate arhive HRT-a. Prvi put se iscrpno analizira i američka uloga u Oluji. Autor je dobio ugledne sugovornike iz američkoga vojnog i diplomatskog vrha 90-ih godina prošloga stoljeća. Prikazani su i događaji i zbivanja koja su prethodila Oluji, kao i oni koji su uslijedili - od priprema hrvatskih vojnika od kraja 1994. na obroncima Dinare i u Bosanskom Grahovu, ulogu politike i diplomacije, doprinos predsjednika dr. Franje Tuđmana, odlučivanje o tome hoće li SAD dati svoju potporu akciji, pa do akcija Maestral i Južni potez te odluke da se istočna Slavonija oslobodi pregovorima. Jedna od ključnih točaka ovoga filma jest odgovor na pitanje kako je došlo do toga da Zapad podrži hrvatsku stranu. To je bilo više zbog potpore Bosne i Hercegovini nego Hrvatskoj, zato što su jer su Amerika i Zapad vidjeli što se ondje zbiva i htjeli su su to zaustaviti, a kao najbolji način da to učine vidjeli su povezivanje s Hrvatskom. Prijelomna je točka bio srebrenički genocid. 
Urednica serijala Suzana Volf Pendić. Izvršni urednik serije je Željko Rogošić. Redatelj serije je američki Hrvat Jack Barich, izvrstan poznavatelj teme, koji je o generalu Gotovini i haškome procesu 2008. snimio dokumentarni film U potrazi za Olujom. Na seriji je surađivalo četrdesetak HRT-ovih novinara, urednika, snimatelja i montažera: Silvana Menđušić, Đurđica Plećaš, Branka Slavica, Darko Šokota, Barbara Majstorović i dr.

## Vanjske poveznice
- HRTi Multimedijska usluga gdje je dostupan sadržaj